# Huron Ted Walters
Huron Ted Walters, surnommé Terrible Ted, est né le 25 octobre 1912 à Wylie dans le Texas et est mort le 14 octobre 1971 dans le comté de Tarrant également dans le  Texas. Ce criminel américain, est connu pour avoir été le principal complice de Floyd Hamilton et pour avoir été, en 1943, l'un des rares détenus à avoir tenté de s'évader du pénitencier fédéral d'Alcatraz. 

## Biographie
Huron Ted Walters est né le 25 octobre 1912 à Wylie, dans le Texas. Il est le dernier d'une famille de trois enfants. À dix-sept ans, en 1929, Huron Ted Walters quitte le ranch familial et devient chauffeur de camions mais, rapidement, il est arrêté pour avoir commis des vols de voitures. Incarcéré dans une prison au Texas, il s'en évade en 1936. 
Peu de temps après son évasion, Walters rencontre Floyd Hamilton, un ancien membre du gang Barrow. Avec Jack Winn, un autre complice, ils commettent ensemble une série de vols de commerces et de banques dans de nombreux États du sud des États-Unis, notamment dans le Texas et l'Arkansas. 
Arrêtés par la police du comté de Dallas, ils sont tous trois condamnés à une peine d'emprisonnement, qu'ils sont envoyés purger à Montague. 
Le 30 avril 1938, Huron Ted Walters, Floyd Hamilton s'évadent de prison avec un autre détenu, Ervin Goodspeed, qui tue le shérif. À la suite de cette évasion, Walters et Hamilton reprennent leurs vols de banques et de commerces.   
Le 13 août 1938, Walters et Hamilton braquent un commerce à Weldon, dans l'Arkansas , mais , près de De Queen ils se retrouvent poursuivis par des policiers qui tirent sur leur voiture. Floyd Hamilton est blessé au pied par une balle mais les deux fugitifs parviennent à s'échapper et à se cacher dans les bois. Le 21 août, ils décident de se séparer mais sont tous deux arrêtés à Dallas le même jour, car Jack Winn avait été arrêté quelques jours plus tôt et avait révélé à la police l'identité de ses complices. 
Le 3 novembre 1938, Walters et Hamilton sont tous deux condamnés à trente ans de prison et envoyés purger leur peine au pénitencier fédéral de Leavenworth mais, en 1939, ils planifient une évasion avec d'autres détenus, ce qui conduit les autorités à les transférer tous deux à la prison d'Alcatraz le 9 juin 1940. 

### Tentative d'évasion d'Alcatraz
Le 14 avril 1943, Floyd Hamilton et trois autres détenus (Harold Brest, James Boarman et Fred Hunter) tentent de s'évader d'Alcatraz en s'échappant du bâtiment des ateliers et en nageant vers San Francisco mais, étant aperçus par les gardiens puis contraints de se rendre, à l'exception de Boarman, tué par balle alors qu'il nageait. Quelques mois, plus tard, Huron Ted Walters décide lui aussi de tenter de s'évader mais seul. Travaillant à la blanchisserie de la prison, il place des vêtements militaires dans un récipient pour tenter de les utiliser comme flotteurs et réussit à obtenir 42 dollars d'autres détenus, qu'il prévoyait d'utiliser une fois à terre.
Le 7 août 1943, Walters met son plan à exécution. Dans l'après-midi, il s'éclipse de la blanchisserie et se dirige vers la ligne de clôture avec deux récipients. Après avoir tenté sans succès de couper la ligne de clôture avec des pinces, Walters, il empile des caisses devant la ligne pour l'escalader mais se blesse et tombe de l'autre côté de la ligne. 
Pendant ce temps, un gardien repère l'absence de Walters à la blanchisserie et donne l'alerte. Walters, qui envisageait finalement de s'évader à la nage et non avec des flotteurs, a été rapidement repéré au bord de l'eau en sous-vêtements. 
Walters a ensuite passé dix jours à l'hôpital de la prison avant d'être placé en cellule d'isolement, d'où il ne sortira que le 28 août 1943. Durant la suite de son incarcération à Alcatraz, Walters continuera à enfreindre à de nombreuses reprises le règlement et sera deux nouvelles fois placé en cellule d'isolement, la première en mai 1944 pour avoir caché une scie à métaux dans sa cellule la seconde en avril 1949 pour y avoir caché un canard en caoutchouc. 
Le 23 août 1952, Walters retourne au pénitencier de Leavenworth et, ayant cette fois adopté un comportement conforme au règlement, il est libéré sur parole en 1958 et retourne à Dallas.

## Mort
À Dallas, il se marie et trouve un emploi dans une boulangerie. Il reste durant treize ans sans démêlés avec la Justice. Néanmoins, le 13 octobre 1971, Walters et une passagère non identifiée sont arrêtés par les Texas Rangers à Euless au Texas pour un contrôle routier mais Walters sort un pistolet et prend la fuite, malgré les coups de feus tirés par les policiers sur sa voiture. Après avoir libéré sa passagère, Walters a pris la fuite à pied avant de prendre une famille en otage. Néanmoins, les deux jeunes filles de la famille ont pu s'enfuir du domicile pour demander de l'aide. 
Lorsque la police est arrivée au domicile, Huron Ted Walters a pointé son fusil de chasse en direction du couple et a exigé que les déposent leurs armes. Il s'est ensuite enfui avec ses otages à bord de la voiture de la famille mais les policiers ont réussi à réaliser un barrage routier pour le forcer à s'arrêter. Alors que les policiers tentaient de négocier la libération des otages, un Texas Ranger placé en retrait a tiré plusieurs coups de feu sur Huron Ted Walters, provoquant ainsi sa mort. 
Walters est ainsi mort à seulement 300 pieds de l'endroit où Bonnie et Clyde avaient, le 1er avril 1934, tué deux jeunes policiers.